# Idolos de la radio
Idolos de la radio è un film del 1934 diretto da Eduardo Morera.

## Trama
Diverse storie ambientate in una stazione radio.